# Gradimir Smudja
Gradimir Smudja (serbisk kyrilliska: Градимир Смуђа) född 1954 i Novi Sad i Serbien (dåvarande Jugoslavien), är en serbisk målare och serieskapare. 
Han är skapare av bland annat Vincent et Van Gogh och Le Cabaret des muses. 

### Tecknade serier
- Vincent et Van Gogh, Delcourt

1. Vincent et Van Gogh, 2003
2. Trois Lunes, 2010

- Le Cabaret des muses, Delcourt

1. Au Moulin-Rouge, 2004
2. Mimi & Henri, 2005
3. Allez, Darling, 2007
4. Darling, pour toujours, 2008

- Le Grimoire du petit peuple, Smudja et al, serieförfattare: Pierre Dubois

1. Le crépuscule, 2004

- Sky-Doll (Collection), Smudja et al, serieförfattare: Alessandro Barbucci och Barbara Canepa, Soleil Productions

1. Spaceship Collection, 2007

- Bob Dylan revisited, Smudja et al.

(one shot), Delcourt, 2008

### Böcker
- Circo dell'Arte - Nebelsplater/Verlag (1991), ISBN 3-85819-163-9
- Schneeflöckli - Carlo De Simoni (1999), ISBN W002 99
- Die Sonnenschein-Bande - Pepperwood/Smudja (2000), ISBN 3-905691-00-0